# باتريك جاي لونش
باتريك جاي لونش (بالإنجليزية: Patrick J. Lynch)‏ هو عالم طيور أمريكي، ولد في 14 نوفمبر 1953.